# Eleição municipal de Pinhais em 2016
A eleição municipal de Pinhais em 2016 foi realizada para eleger um prefeito, um vice-prefeito e 17 vereadores no município de Pinhais, no estado brasileiro do Paraná. Foram eleitos ) e  para os cargos de prefeito(a) e vice-prefeito(a), respectivamente. Seguindo a Constituição, os candidatos são eleitos para um mandato de quatro anos a se iniciar em 1º de janeiro de 2017. A decisão para os cargos da administração municipal, segundo o Tribunal Superior Eleitoral, contou com 76 626 eleitores aptos e 7 011 abstenções, de forma que 9.15% do eleitorado não compareceu às urnas naquele turno.

## Antecedentes
Eleita prefeita em 2016, Marli Paulino Fagundes iniciou sua vida pública como primeira mulher vereadora do município de Pinhais no ano de 1996, seguindo no cargo por três mandatos consecutivos. Foi vice-prefeita da cidade durante o mandato de oito anos do prefeito Luizão Goulart (PT). As eleições tiveram o maior índice de evasão do estado, com redução de 14,68% do eleitorado em relação a 2012. Provavelmente, esse decréscimo se deu por conta dos eleitores que não compareceram à revisão biométrica. 

## Campanha
Com a coligação "Pinhais Segue em Frente" e o número 12, Marli Paulino disputou a eleição para prefeito da cidade, principalmente contra o oposicionista Passarinho (PSDC). Não houve divulgação de pesquisas eleitorais no município antes do dia da eleição. A campanha foi realizada por meio da distribuição de santinhos, divulgação em jornais, reuniões e visitas .

## Candidatos a prefeito
Nota: a tabela a seguir está organizada por ordem alfabética de candidatos.
| Prefeito(a)            | Prefeito(a) | Prefeito(a) | Vice-prefeito(a)                | Vice-prefeito(a) | Vice-prefeito(a) | Coligação                                                                                  | Número eleitoral |
| Candidato(a)           | Partido     | Partido     | Candidato(a)                    | Partido          | Partido          | Coligação                                                                                  | Número eleitoral |
| ---------------------- | ----------- | ----------- | ------------------------------- | ---------------- | ---------------- | ------------------------------------------------------------------------------------------ | ---------------- |
| Airton Pereira         |             | PSDC        | Marcia Regina Ferreira da Silva |                  | PMDB             | Pinhais Não Pode Parar! (PSDC/PMDB/PTN/PRB/PSDB/PHS/PPL/PSD)                               | 27               |
| Jose Claudio Stevani   |             | PTB         | Dener Cleyton Chaerki           |                  | PTB              | Pinhais Merece Mais (PTB/PTdoB)                                                            | 14               |
| Marli Paulino Fagundes |             | PDT         | Rosa Maria de Jesus Colombo     |                  | PROS             | Pinhais Segue em Frente (PDT/PT/PMN/PPS/PROS/PCdoB/PSL/PR/PSC/DEM/PRTB/PTC/PV/PRP/PMB/PSB) | 12               |

## Resultados

### Eleição municipal de Pinhais em 2016 para Prefeito
O Tribunal Superior Eleitoral também contabilizou 9.15% de abstenções nesse turno.
| Candidato(a)                 | Vice                      | 1º turno 02 de outubro de 2016 | 1º turno 02 de outubro de 2016 |
| Candidato(a)                 | Vice                      | Votos                          | Porcentagem                    |
| ---------------------------- | ------------------------- | ------------------------------ | ------------------------------ |
| Marli Paulino Fagundes (PDT) | Rosa Maria (PROS)         | 48.005                         | 82,06%                         |
| Passarinho (PSDC)            | Marcia Ferreira (PMDB)    | 9.606                          | 16,42%                         |
| Claudinho Stevani (PTB)      | Cleyton da Farmácia (PTB) | 887                            | 1,52%                          |
| Total                        | Total                     | 58.498                         | 100%                           |

### Eleição municipal de Pinhais em 2016 para Vereador
Na decisão para o cargo de vereador na eleição municipal de 2016, foram eleitos 17 vereadores com um total de 61 617 votos válidos. O Tribunal Superior Eleitoral contabilizou 3 660 votos em branco e 4 338 votos nulos. De um total de 76 626 eleitores aptos, 7 011 (9.15%) não compareceram às urnas.
| Candidato(a)                        | 1º turno 02 de outubro de 2016 | 1º turno 02 de outubro de 2016 |
| Candidato(a)                        | Votos                          | Porcentagem                    |
| ----------------------------------- | ------------------------------ | ------------------------------ |
| Binga (PPS)                         | 2.097                          | 3,40%                          |
| Pioco (PSDC)                        | 1.742                          | 2,83%                          |
| Carlinhos do Eliza (PT)             | 1.670                          | 2,83%                          |
| Marcinho (PDT)                      | 1.448                          | 2,35%                          |
| Jane Carteira (PR)                  | 1.434                          | 2,33%                          |
| Renan Ceschin (PTN)                 | 1.350                          | 2,19%                          |
| Airton 20.000 (PSC)                 | 1.291                          | 2,10%                          |
| Leandro do Zezinho (PMDB)           | 1.232                          | 2,00%                          |
| Dirceu da Aposentadoria (PSD)       | 1.045                          | 1,70%                          |
| Tavinho (PT)                        | 927                            | 1,50%                          |
| Polaco do Perola (PPS)              | 884                            | 1,43%                          |
| Cecilia Padovan da Saúde (PDT)      | 880                            | 1,43%                          |
| Professora Cineia (PROS)            | 857                            | 1,39%                          |
| Ze Francisco (PMDB)                 | 842                            | 1,37%                          |
| Filho (PDT)                         | 796                            | 1,29%                          |
| Vinicius (PTC)                      | 754                            | 1,22%                          |
| Arnaldo do Vizinho Solidário (PROS) | 738                            | 1,20%                          |
| Total                               | 19.987                         | 32,56%                         |

#### Por partido
| Partidos | Partidos | Votos | % de votos | Assentos | % de assentos | +/– |
| -------- | -------- | ----- | ---------- | -------- | ------------- | --- |
|          | PDT      | 3.124 | 5,07       | 3        | 17,65%        | +1  |
|          | PPS      | 2.981 | 4,83%      | 2        | 11,76%        | 0   |
|          | PT       | 2.597 | 4,21%      | 2        | 11,76%        | -2  |
|          | PMDB     | 2.074 | 3,37%      | 2        | 11,76%        | 0   |
|          | PSDC     | 1.742 | 2,83%      | 1        | 5,88%         | 0   |
|          | PROS     | 1.595 | 2,59%      | 2        | 11,76%        | +2  |
|          | PR       | 1.434 | 2,33%      | 1        | 5,88%         | 0   |
|          | PTN      | 1.350 | 2,19%      | 1        | 5,88%         | +1  |
|          | PSC      | 1.291 | 2,10%      | 1        | 5,88%         | -1  |
|          | PSD      | 1.045 | 1,70%      | 1        | 5,88%         | +1  |
|          | PTC      | 754   | 1,22%      | 1        | 5,88%         | +1  |

## Análise
A vitória esmagadora de Marli nas eleições municipais de Pinhais reflete a confiança do eleitorado em relação à candidata, uma vez que ela possui um histórico de sucesso na vida publica e exerce grande influência política dentro do município desde 1996. 